# Polana
Polana är ett släkte av insekter. Polana ingår i familjen dvärgstritar.

## Dottertaxa tillPolana, i alfabetisk ordning[1]
- Polana agrilla
- Polana alata
- Polana alia
- Polana alitera
- Polana amapaensis
- Polana ancistra
- Polana aneza
- Polana ardua
- Polana aspersa
- Polana assula
- Polana belema
- Polana bena
- Polana bicolor
- Polana bidens
- Polana bitubera
- Polana bohemani
- Polana boquetea
- Polana brevis
- Polana bruneola
- Polana bulba
- Polana calvanoa
- Polana caputa
- Polana carla
- Polana celata
- Polana celsa
- Polana censora
- Polana chelata
- Polana chena
- Polana chifama
- Polana clarita
- Polana clavata
- Polana cochlea
- Polana concinna
- Polana confusa
- Polana coresa
- Polana coverra
- Polana cumbresa
- Polana cupida
- Polana danesa
- Polana declivata
- Polana desela
- Polana dispara
- Polana diversita
- Polana docera
- Polana elabora
- Polana elera
- Polana exornata
- Polana extranea
- Polana falsa
- Polana fenestra
- Polana fetera
- Polana fina
- Polana flectara
- Polana fusconotata
- Polana gatunana
- Polana gelera
- Polana gomezi
- Polana gracilis
- Polana helara
- Polana helvola
- Polana icara
- Polana inclinata
- Polana inimica
- Polana insulana
- Polana insulia
- Polana julna
- Polana laca
- Polana lamina
- Polana lanara
- Polana lerana
- Polana luteonota
- Polana macuella
- Polana macula
- Polana mala
- Polana melalbida
- Polana melella
- Polana mella
- Polana merga
- Polana minima
- Polana miramara
- Polana nebulosa
- Polana nida
- Polana nidula
- Polana nigrolabes
- Polana nisa
- Polana obliqua
- Polana obtecta
- Polana obtusa
- Polana ocellata
- Polana onara
- Polana optata
- Polana orbita
- Polana orcula
- Polana ordinaria
- Polana pandara
- Polana papillata
- Polana parca
- Polana parvula
- Polana peda
- Polana pendula
- Polana pensa
- Polana piceata
- Polana plumea
- Polana portochuela
- Polana praeusta
- Polana pressa
- Polana principia
- Polana putara
- Polana quadrilabes
- Polana quadrina
- Polana quadrinotata
- Polana quadripunctata
- Polana quatara
- Polana randa
- Polana raseca
- Polana resilara
- Polana resupina
- Polana retenta
- Polana rixa
- Polana robusta
- Polana rüppeli
- Polana sana
- Polana scela
- Polana scina
- Polana scruta
- Polana sereta
- Polana solida
- Polana spindella
- Polana squalera
- Polana thugana
- Polana tinae
- Polana tortora
- Polana tropica
- Polana truncata
- Polana tuberana
- Polana tulara
- Polana unca
- Polana vana
- Polana venosa
- Polana villa
- Polana villara